# 한국정보기술연구원

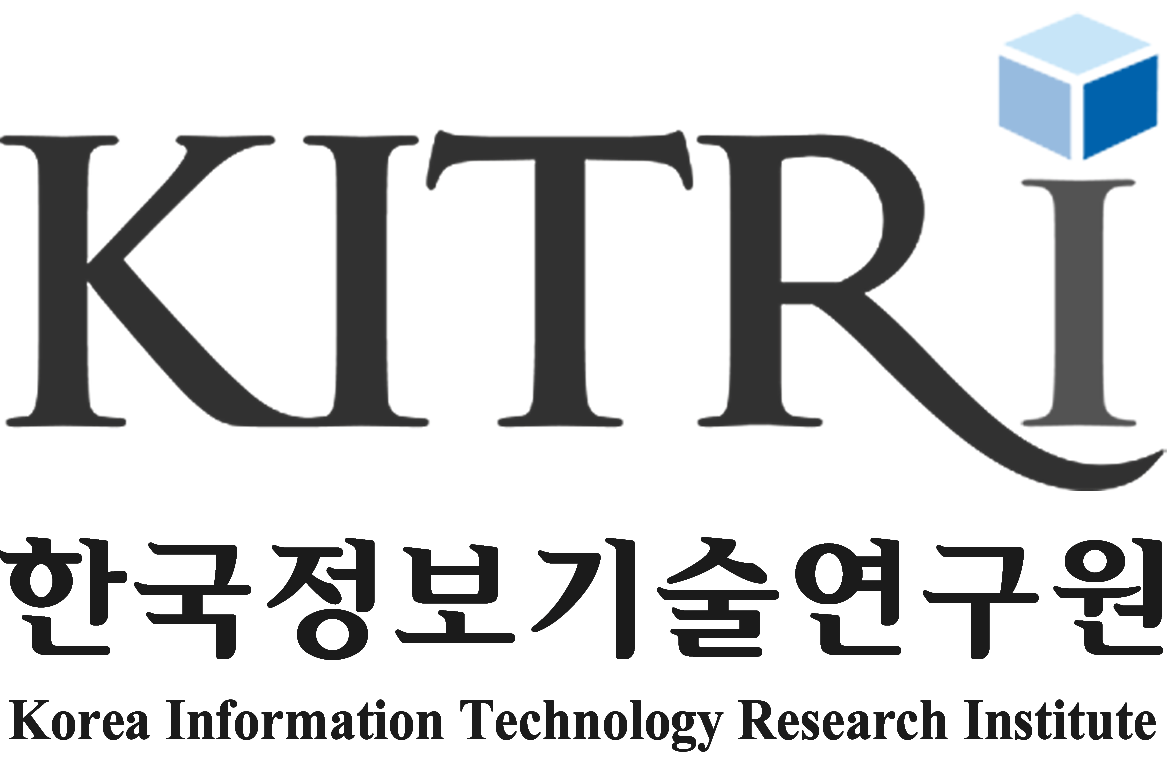
KITRI Logo

한국정보기술연구원(韓國情報技術硏究院, Korea Information Technology Research Institute)은 "산업기술혁신촉진법 제42조"에 의거 설립된 산업통상자원부 산하 전문생산기술연구소로서, 연구원의 영문 약자인 KITRI 또는 키트리로 부르기도 한다.

## 설립목적
- 정보화 관련 전문기술인력 양성 / 연구개발, 국제협력 사업을 통한 지식 정보화 촉진
- 지식정보보안 산업 고도화 지원을 통한 국가적 난제 해소

## 주요 연혁
- 1985. 09.	 · 컴퓨터교육훈련센터 설립(전자산업진흥회 부설)
- 1990. 09.	 · 특별법인 한국컴퓨터기술원으로 개편 (상공부장관 허가 제 90-12호)
- 1990. 11.	 · 중소기업 정보화 전문기술인력 양성기관 지정(중소기업진흥공단)
- 1992. 02.	 · 한국정보기술연구원(KITRI)으로 확대 개편
- 1996. 06.	 · 중소기업 해외마케팅지원 사업 시행(해외전시회 참가 지원 등)
- 1999. 12.	 · 우수교육기관 정보통신부 장관 표창 수상
- 2000. 11.	 · 산업자원부 장관 표창 수상(산자부 산하 최우수 기관)
- 2003. 11.	 · 산업자원부 산업기술 연구현장 교육연수 사업 시행기관 지정
- 2006. 03.	 · 사옥 확장 이전(구로디지털단지 내 코오롱싸이언스밸리 1차)
- 2006. 08.	 · 산업자원부 현장인력재교육(EPA) 센터 지정
- 2006. 10.	 · 연구원 설립근거법률 변경(산업기술현신촉진법 제42조)
- 2007. 12.	 · 중기청 지정 “글로벌전략품목 수출고도화사업” 주관단체 선정
- 2009. 12.	 · 지식경제부 장관 표창 수상(우수기관)
- 2010. 08.	 · IBK기업은행과 일자리창출 전략적 제휴
- 2011. 06.	 · 고려대학교 정보보호대학원과 인력양성 및 공동협력 협약 체결
- 2011. 09.	 · 주식회사 케이티(kt)와 IT미래산업 및 정보보안 발전을 위한 협약체결
- 2011. 10.	 · 인포섹(주)과 지식정보보안 전문가 양성 및 공동협력 협약체결